# Michail Sergejewitsch Lobanow

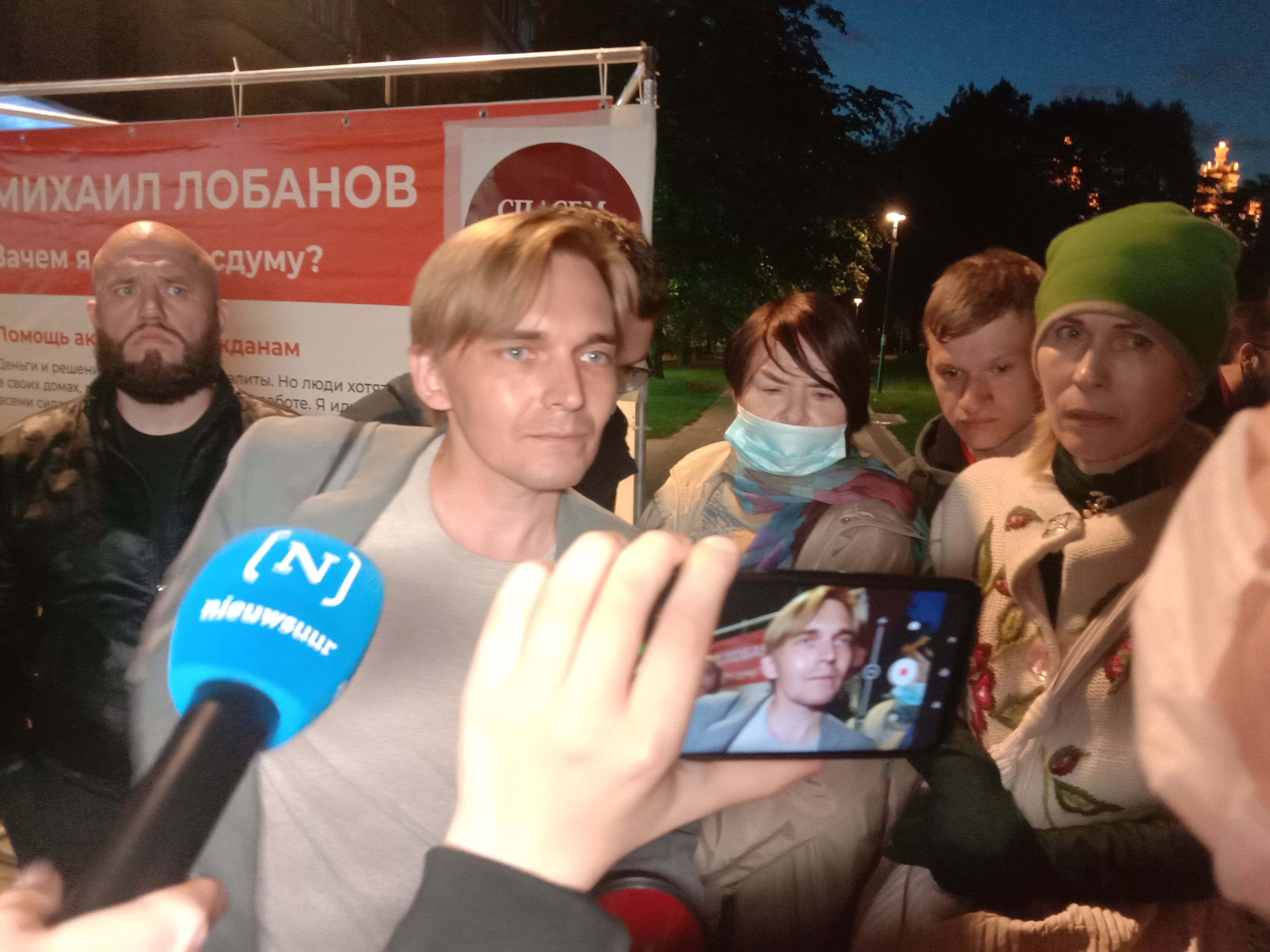
Michail Lobanow (2021)

Michail Sergejewitsch Lobanow (russisch Михаи́л Серге́евич Лоба́нов; * 24. Februar 1984 in Archangelsk) ist ein russischer Mathematiker und linker Politiker. Er ist Gewerkschaftsaktivist und Dozent an der Lomonossow-Universität in Moskau.

## Parlamentswahl in Russland 2021
Im Jahr 2021 wurde Michail Lobanow von der KPRF nominiert (obwohl er kein Mitglied der Partei ist) und erhielt die Unterstützung vom Nawalnys Smart Voting als Kandidat für die Duma im Wahlkreis 197. Sein Hauptkonkurrent war der Fernsehmoderator Jewgeni Georgijewitsch Popow, der von der Regierungspartei Einiges Russland nominiert und vom Bürgermeister der Stadt Moskau Sergei Sobjanin unterstützt wurde.
Nach den Ergebnissen der Abstimmungen in den Wahllokalen führte Lobanow bequem mit einem Vorsprung von mehr als 10.000 Stimmen, aber nach der Veröffentlichung der Ergebnisse von Online-Wahl stellte sich heraus, dass er gegen Popow verlor. Nach offiziellen Angaben erhielt er 72.805 Stimmen (31,65 %) – das beste Abstimmungsresultat unter allen Oppositionskandidaten in Moskauer Wahlbezirken.
Michail Lobanow erkannte die Ergebnisse der Wahlen nicht an und forderte andere Oppositionskandidaten auf, sich dem Kampf für die Annullierung der Resultate anzuschließen. Er nahm in der Nacht des 20. September an der KPRF-Kundgebung auf dem Puschkin-Platz teil. Lobanow organisierte am 23. September ein Treffen mit dem Duma-Mitglied Denis Parfjonow im Stadtteil Ramenki, um die Annullierung der Resultate von Online-Wahl zu fördern.
Am 23. September besuchte die Polizei Lobanow sowie andere Protestführer am Vorabend der Kundgebung vom 25. September.
Anfang 2022 wurde er Mitbegründer der Plattform „Nomination“, die der Antikriegszivilgesellschaft helfen könne, bei den Moskauer Kommunalwahlen 2022 einen Sieg zu erzielen.

## Politische Ansichten
Michail Lobanow definiert sich politisch als demokratischer Sozialist. Unter den ideologisch nahestehenden Auslandspolitikern nennt er den US-Senator Bernie Sanders und den ehemaligen Vorsitzenden der britischen Labour Party Jeremy Corbyn. Die Eckpunkte seines Wahlprogramms 2021 unter dem Leitmotiv „Kampf gegen eklatante wirtschaftliche und politische Ungleichheit“ waren die Anhebung des Mindestlohns, die Erhöhung der Steuerprogression sowie der Ausgaben für Bildung und Wissenschaft, die Rücknahme der Rentenreform, die Senkung vom Renteneintrittsalter und der Umweltschutz. Lobanows Kampagne wurde von unabhängigen Gewerkschaften (Konföderation der Arbeit Russlands) und einer Reihe linker Organisationen (Russische Sozialistische Bewegung, Marxistische Tendenz, Union der Demokratischen Sozialisten und andere) unterstützt.
Lobanow ist ein Gegner der russischen Invasion in der Ukraine. Am 7. Juni 2022 wurde er von der Polizei wegen des Antikriegsbanners „Nein zum Krieg“ festgenommen. Am 24. Juni 2022 wurde er von der russischen Polizei fünfzehn Tage lang festgenommen und mit einer Geldstrafe von 40.000 Rubel belegt, weil er sich in den sozialen Medien gegen die russische Invasion in der Ukraine im Jahr 2022 geäußert hatte.
Am 29. Dezember 2022 wurde er in Moskau verhaftet. Polizeibeamte stürmten die Wohnung von Lobanow und seiner Frau, der Soziologin Alexandra Sapolskaja. Lobanow wurde während der Durchsuchung geschlagen. Fotos, die ihn am Boden liegend neben einem Blutfleck zeigen, zirkulierten in den sozialen Medien. Noch am selben Tag fand eine Gerichtsverhandlung statt: Aufgrund von „Gehorsamsverweigerung gegenüber der Polizei“ wurde er zu fünfzehn Tagen Gefängnis verurteilt.
Die Maßnahmen richteten sich gegen Personen, die Anfang November 2023 an einem von in Kiew lebenden früheren russischen Duma-Abgeordneten Ilja Ponomarjow in Polen organisierten „Kongress der Volksdeputierten“ teilgenommen haben sollen. RIA Novosti berichtete, im Rahmen der Ermittlungen würden auch eventuelle Verbindungen zum ukrainischen Geheimdienst SBU und anderen ausländischen Diensten geprüft. Einzelheiten dazu sind bislang nicht bekannt, bestätigt ist hingegen, dass Lobanow derzeit als Zeuge in dem Verfahren gegen Ponomarjow geführt wird. „Uns kommt diese Version völlig absurd vor, denn Michail kennt Ilja Ponomarjow überhaupt nicht und hat mit ihm rein gar nichts zu tun“, so Sapolskaja.